# Apostolisches Vikariat Hosanna
Das Apostolische Vikariat Hosanna (lat.: Apostolicus Vicariatus Hosannensis) ist ein in Äthiopien gelegenes römisch-katholisches Apostolisches Vikariat mit Sitz in Hosaena in der Region der südlichen Nationen, Nationalitäten und Völker.

## Geschichte
Das Apostolische Vikariat Hosanna wurde am 20. Januar 2010 durch Papst Benedikt XVI. mit der Apostolischen Konstitution Pro summo durch die Teilung des Apostolischen Vikariates Soddo-Hosanna in die Apostolischen Vikariate Hosanna und Soddo errichtet. Erster Apostolischer Vikar wurde Woldeghiorghis Mathewos.